# Fairchild-Republic A-10

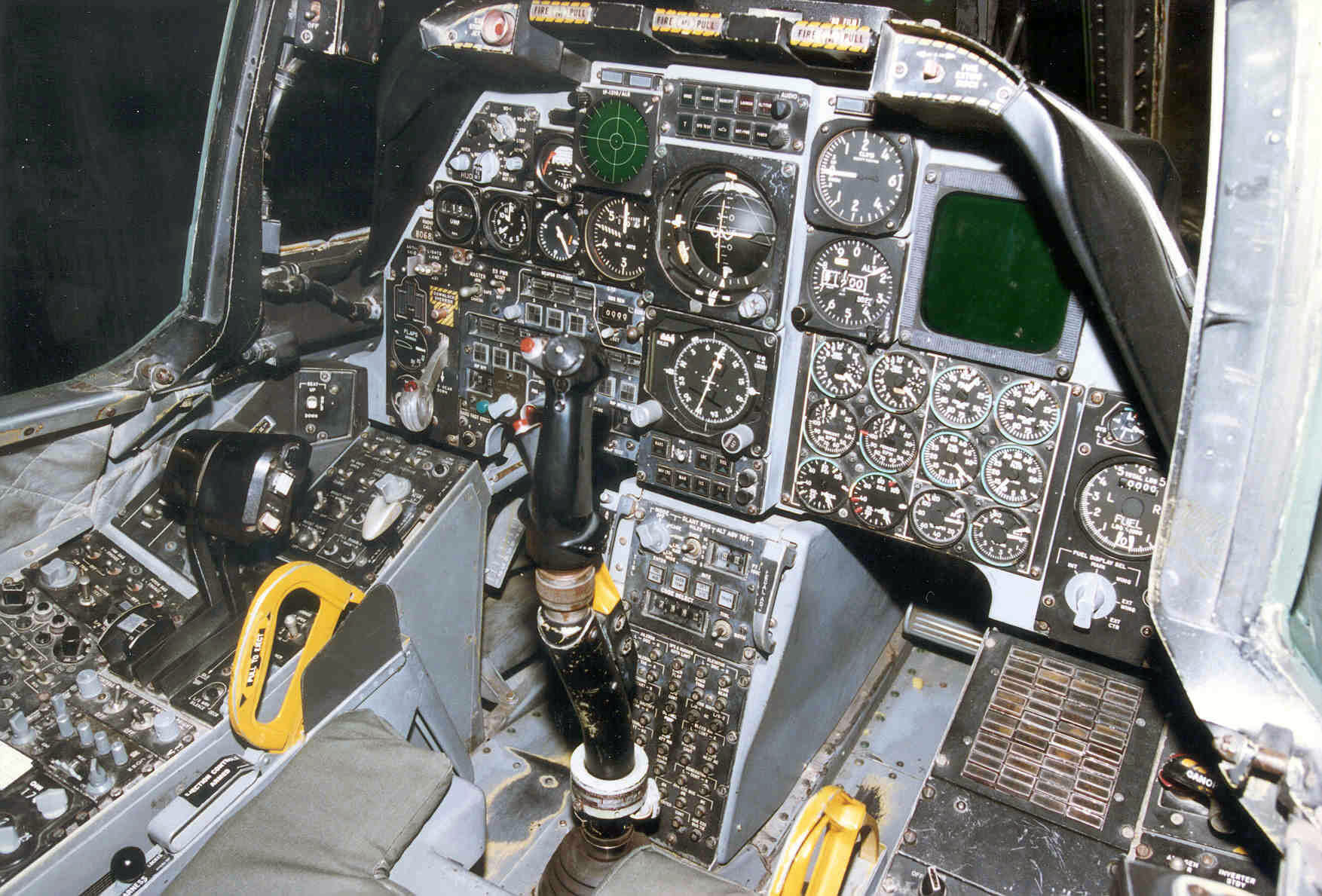
Das Cockpit einer Fairchild-Republic A-10A Thunderbolt II

Die Fairchild-Republic A-10 Thunderbolt II (deutsch Donnerkeil), von ihren Piloten auch Warthog („Warzenschwein“) oder kurz Hog genannt, ist seit 1975 das wichtigste Erdkampfflugzeug der US-Luftstreitkräfte. Der einfach aufgebaute, effektive und robuste zweistrahlige Unterschall-Jet ist zum Einsatz gegen Bodenziele, vor allem zur Bekämpfung gepanzerter Fahrzeuge vorgesehen. Daneben wurde er als OA-10 auch in der Funktion als fliegender Feuerleitstand eingesetzt.

## Geschichte

### Entwicklung
Die Entwicklung der A-10 erfolgte innerhalb des Attack Experimental-(AX)-Programms der US Air Force, das im Juni 1966 initiiert wurde, um einen geeigneten Nachfolger für die Douglas A-1 zu finden. Diese zeichnete sich durch eine relativ einfache, robuste Konstruktion aus, konnte aber eine große Waffenzuladung mitführen, wodurch sie sich besonders für die Aufgabe der Luftnahunterstützung (Close Air Support – CAS) eigneten. Eine Aufforderung zur Einreichung von Entwürfen richtete die Air Force am 6. März 1967 an 21 Unternehmen. Die Forderung der US Air Force hatte auch den politischen Hintergrund, dass sie ein Gegengewicht zu den Bestrebungen von US Army und US Marine Corps darstellte, die jeweils eine eigene Beschaffung von CAS-Flugzeugen durchzusetzen versuchten.
War bei den ersten Entwürfen noch in den meisten Fällen eine Auslegung mit zwei Turboprop-Triebwerken vorgesehen, schwenkte man ab 1969 auf Mantelstromtriebwerke mit einem hohen Nebenstromverhältnis um. Am 7. Mai 1970 erhielten noch zwölf Hersteller die Aufforderung zur Abgabe von Angeboten auf der Basis eines Stückpreises von 1,4 Mio. US-Dollar bei einem Produktionsumfang von 600 Maschinen. Angebote gaben Boeing, Cessna, Fairchild, General Dynamics, Lockheed und Northrop ab, wonach am 18. Dezember 1970 Northrop und Fairchild-Republic zu den Gewinnern erklärt wurde. Beide Unternehmen erhielten den damit verbundenen Auftrag zum Bau von zwei Prototypen. Am 1. März 1971 erhielten beide Muster ihre offiziellen Bezeichnungen Northrop YA-9 und Fairchild-Republic YA-10. Die erste YA-10 flog am 10. Mai 1972, die YA-9 folgte am 30. Mai 1972.
Die formelle Evaluation der Prototypen durch fünf Piloten des Tactical Air Commands und des AFSC dauerte vom 10. Oktober bis zum 9. Dezember 1972, wobei der erste Prototyp 307,6 Stunden und der zweite 328,1 Stunden geflogen wurde. Der Entwurf der A-10 setzte sich gegen den Konkurrenten durch. Auf Druck des US-Kongresses, der darauf bestand, dass die A-10 auch ein Vergleichsfliegen gegen die Vought A-7D durchführen solle, wurden die Mittel für vier YA-10A vorläufig gekürzt. Die Flüge mit beiden Flugzeugen wurden im April und Mai 1974 auf der McConnell Air Force Base durchgeführt, wobei vier Air-Force-Piloten die zweite YA-10 gegen eine A-7D einsetzten. Die YA-10 gewann vor allem auf Grund ihrer höheren Verweilzeit von zwei Stunden in einer Entfernung von 480 km von der Basis, die A-7 konnte dies nur für elf Minuten gewährleisten. Im Fall einer Beschaffung der vorgeschlagenen A-7DER hätte die A-7D einen längeren Rumpf, ein neues Triebwerk sowie die GAU-8-Avenger-Kanone erhalten.

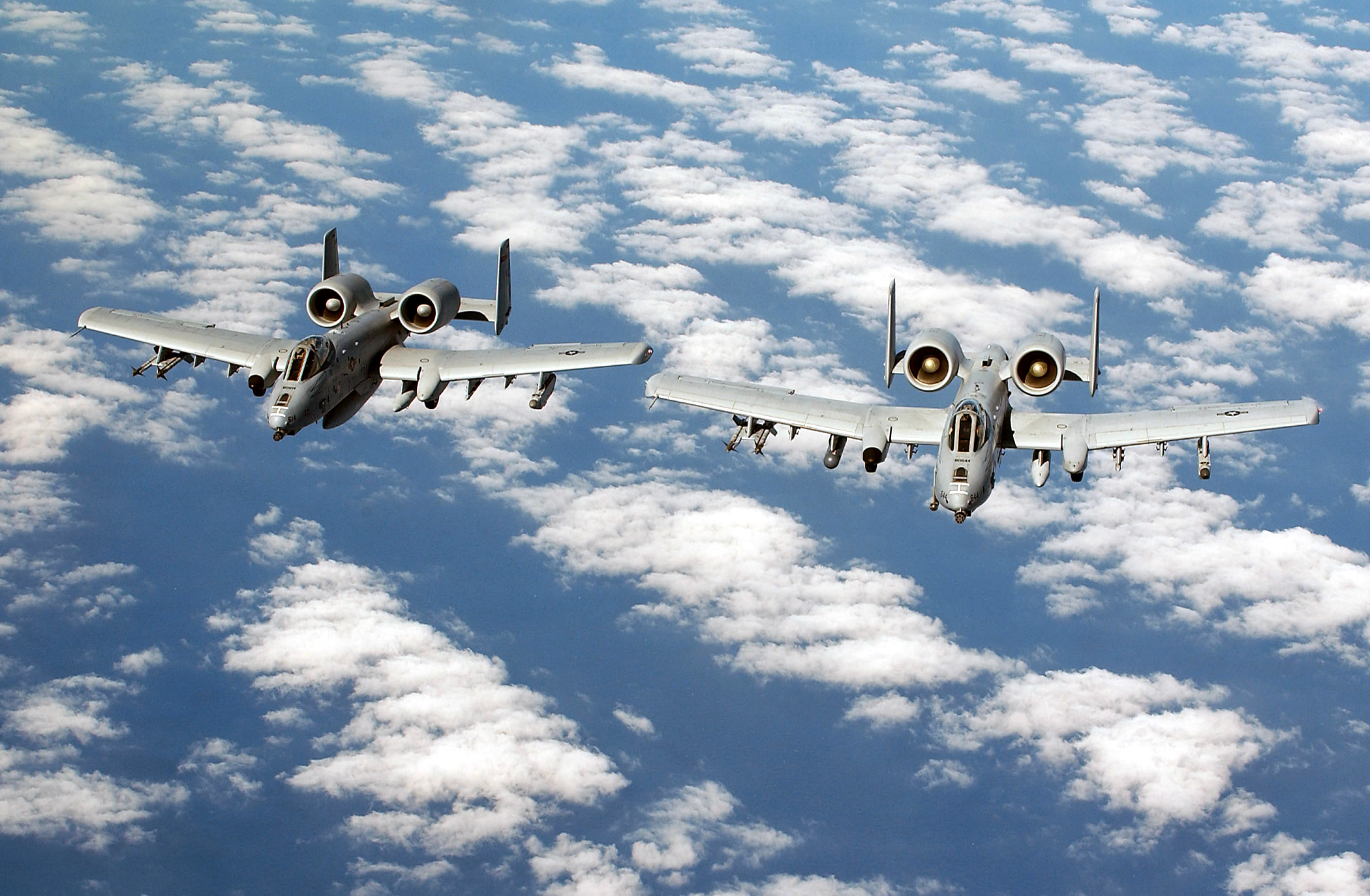
A-10 Thunderbolt II

Der Name Thunderbolt II greift die Bezeichnung der Republic P-47 Thunderbolt wieder auf, die im Zweiten Weltkrieg als Jagdflugzeug und später auch als Jagdbomber eingesetzt wurde. Der Spitzname „Warzenschwein“ geht auf die von vielen Soldaten empfundene Hässlichkeit des Modells zurück.

### Einsatz

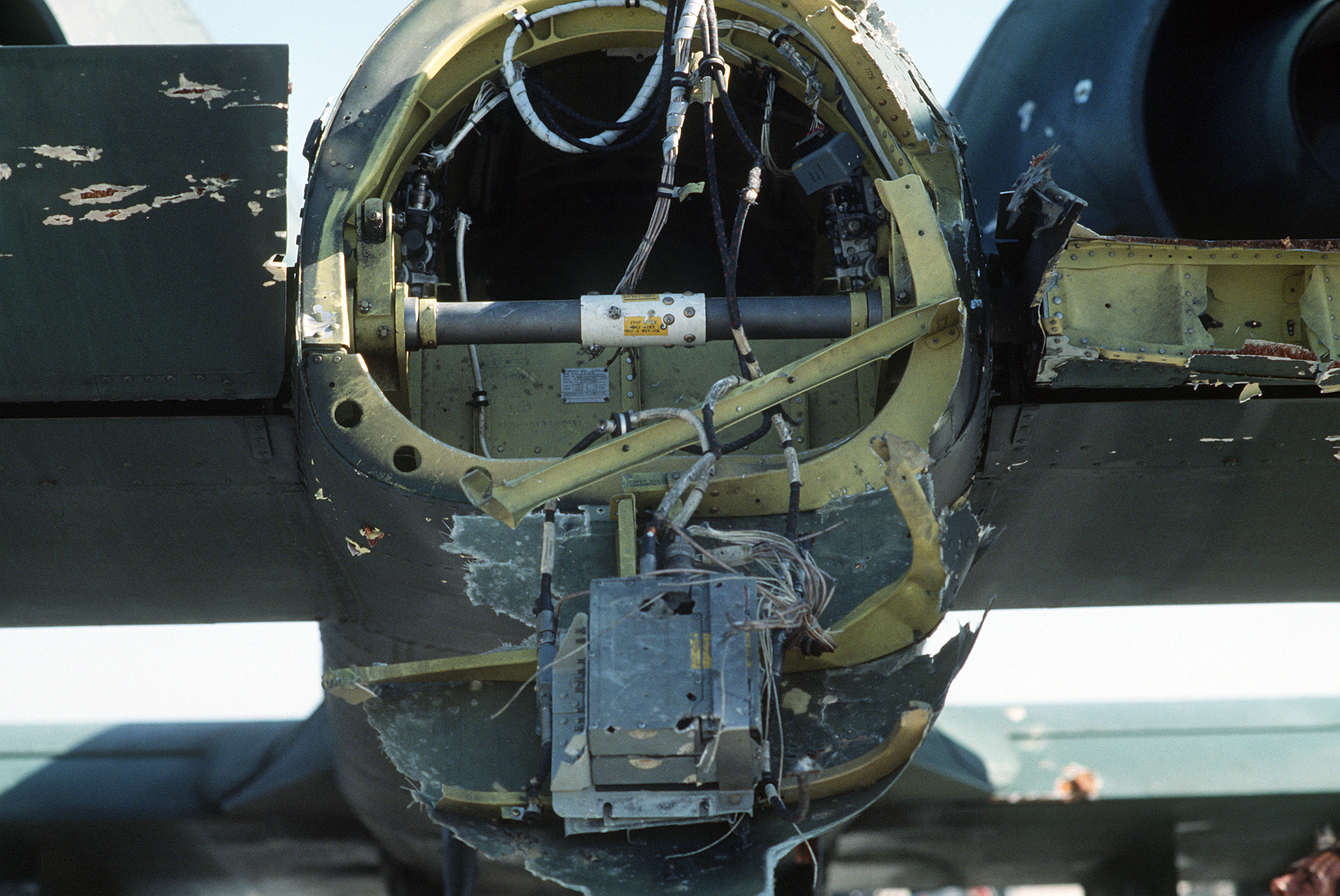
Das von einer 9K310 Igla-1 schwer beschädigte Heck einer A-10A

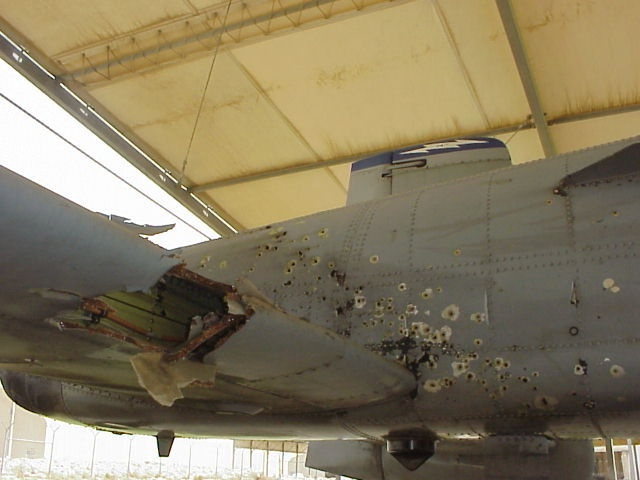
Eine durch Flugabwehrfeuer über Bagdad schwer beschädigte A-10

Während der Operation Desert Storm 1991 über dem Irak erreichten die A-10 eine Zuverlässigkeit von 95,7 Prozent. Sie flogen 8100 Einsätze und starteten 90 Prozent der in diesem Krieg abgefeuerten AGM-65-Maverick-Flugkörper. Einer A-10 gelang hier auch der erste Luftsieg dieses Typs, als ein irakischer Bo 105 mit der Bordkanone abgeschossen wurde. Insgesamt wurden zwei Abschüsse irakischer Hubschrauber bestätigt. Fünf A-10 gingen verloren – weit weniger, als die Militärplaner erwartet hatten.
Im Jahr 1999 waren A-10 an der Luftoffensive der NATO im Kosovo-Krieg beteiligt. Sie wurden zur Vermeidung US-amerikanischer Verluste jedoch nur zurückhaltend eingesetzt, was einen effektiven Einsatz der Maschinen verhinderte. Während der US-amerikanischen Invasion in Afghanistan 2001 waren die A-10 zunächst nicht eingesetzt, wurden aber später auf dem Luftwaffenstützpunkt Bagram stationiert und nahmen an Angriffen auf Taliban-Stellungen teil, darunter auch bei der Operation Anaconda im März 2002. Infolge weniger restriktiver Angriffsregeln bewährten sich die Flugzeuge dort besser.
Im Jahr 2003 flogen die A-10 im Rahmen des Dritten Golfkrieges ein zweites Mal über dem Irak. 60 A-10 waren am Golf stationiert, eine davon ging gegen Ende der Kampfhandlungen durch irakisches Abwehrfeuer in der Nähe des Flughafens Bagdad verloren.
Als im Jahr 2004 Pläne der US Air Force publik wurden, die A-10 aus dem Bestand zu nehmen, erbot sich sofort die US Army, die Flugzeuge zu übernehmen. Allerdings wäre dazu eine Änderung des Teilungsvertrages von 1947 zwischen Army und Air Force notwendig geworden, der besagt, dass die Army keine Starrflügelflugzeuge, sondern lediglich Hubschrauber einsetzen darf.
Im Zuge der Militärintervention im Jemen seit 2015 wurde 2025 eine geheim gehaltene Zahl von A-10 gegen Stellungen der Huthi-Miliz im Jemen eingesetzt, insbesondere gegen Raketenwerfer, welche die Handelsschifffahrt im Bab al-Mandab angreifen.

### Stationierung
Die ersten serienreifen A-10A wurden im Oktober 1975 an die Davis-Monthan Air Force Base in Arizona geliefert. In den 1980er-Jahren sahen die Einsatztaktiken vor, dass die A-10 im Falle eines sowjetischen Angriffs auf Westdeutschland feindliche Panzerdivisionen stören sollten. In ständiger Rotation wurden eine Anzahl der 108 A‑10A der in England auf den benachbarten Basen RAF Bentwaters und Woodbridge stationierten Flugzeuge des 81st Tactical Fighter Wing auf sogenannte Forward Operating Locations (FOL) in Westdeutschland verlegt: Ahlhorn, Nörvenich, Sembach und Leipheim.
Der einzige permanente Stationierungsort einer A-10-Staffel in Deutschland, die ab 2009 auch die A-10C einsetzte, war nach dem Ende des Kalten Krieges zwischen Januar 1993 und Mai 2013 die Spangdahlem Air Base. Im ersten Jahr war dies die 510th und ab Frühjahr 1994 die 81st Fighter Squadron. Im Februar 2015 wurden insgesamt 12 dieser Flugzeuge wieder zurück nach Spangdahlem verlegt.

### Zukunft
Die vergleichsweise geringen Kosten sind ein Grund, warum die A-10 trotz ihres mittlerweile recht hohen Dienstalters weiterhin im Einsatz bleibt. Sie bildet das Rückgrat der US-Luftstreitkräfte bei der Bekämpfung gepanzerter Fahrzeuge mit einer langen Anflugzeit ins Einsatzgebiet. Der ebenfalls für die Bekämpfung gepanzerter Einheiten eingesetzte Kampfhubschrauber AH-64 Apache hat eine wesentlich geringere Reichweite, kann nicht luftbetankt werden und ist gegen Beschuss weitaus weniger widerstandsfähig.
Im Rahmen von Budgetkürzungen wurde die aus ehemals 365 aktiven Maschinen bestehende A-10-Flotte der USA erheblich verkleinert (fünf Geschwader wurden außer Dienst gestellt – wirksam ab Budgetjahr 2013). Im Rahmen eines Update-Programms bekommen die 242 im aktiven Dienst verbleibenden Maschinen neue Tragflächen (Hersteller Boeing), die auf eine Lebensdauer von 10.000 Flugstunden ausgelegt sind und die Flotte bis ins Jahr 2040 nutzbar machen sollen.
Ein Ersatz durch die F-35 ist aktuell nicht geplant und wird von führenden US-Militärplanern ausgeschlossen. Wahrscheinlich ist, dass die A-10 durch ein unbemanntes Nachfolgemuster ersetzt wird. Die DARPA erhielt im Februar 2010 offiziell einen Auftrag für die Entwicklung eines unbemannten Nachfolgemusters für die A-10.
Überlegungen, die A-10 durch eine auf Erdkampf spezialisierte Version der F-16 zu ersetzen, wurden nach Einsatztests während der Operation Desert Storm aufgegeben. Die F-16 erhielten externe Behälter (Pods) mit einer modifizierten fünfläufigen Maschinenkanone, wie sie ähnlich auch in der A-10 verwendet wird. Beim Feuern wurde das ganze Flugzeug jedoch in starke Vibrationen versetzt, sodass ein gezieltes Schießen unmöglich wurde und Schäden am Flugwerk der Maschine befürchtet wurden. Die Versuche wurden nach nur zwei Tagen abgebrochen. Aktuell gibt es kein Flugzeug, das die A-10 im Rahmen ihres Aufgabengebietes ersetzen könnte. Bei der Befragung irakischer Kriegsgefangener ergab sich, dass die A-10 neben der Boeing B-52 das gefürchtetste Flugzeug der Alliierten über dem nahöstlichen Gefechtsfeld war.
Im Februar 2014 hielt US-Verteidigungsminister Chuck Hagel eine Rede, in dem er ein Kosteneinsparprogramm vorstellte, darunter den Plan, die gesamte A-10-Kampfflugzeugflotte stillzulegen. Laut dem Stabschef der United States Air Force, General Mark Welsh, könnte mit der Stilllegung der etwa 300 A-10 bis 2019 ein Betrag von 4,2 Milliarden US-Dollar eingespart werden. Allerdings blockierte das US-Repräsentantenhaus in einer Abstimmung am 19. Juni die Außerdienststellung der A-10. Am 20. Juni passierte das 'Defense bill' das Repräsentantenhaus – mit einem Anhang zum Thema A-10. Mitte Januar 2016 wurde bekannt, dass die Air Force ihre Pläne zur Ausmusterung der A-10 erst einmal auf Eis gelegt hatte, da die Maschine im Einsatz gegen den IS eine Schlüsselrolle einnahm. Auch in den Jahren 2021 und 2022 wurde die Ausmusterung durch das US-Repräsentantenhaus blockiert. Im Frühling 2023 stimmte der US-Kongress der Ausmusterung schließlich zu. Nach diesen Plänen sollten im gleichen Jahr 21 der damals 281 noch fliegenden A-10 ausgemustert werden und bis 2028 alle Übrigen. Im Frühsommer 2025 wurde bekannt, dass alle verbliebenen 162 A-10 im Fiskaljahr 2026 ausgemustert werden, um so einen Teil der gestiegenen Kosten für die Entwicklung und Beschaffung des Kampffliegers F-47 zu konsolidieren, mit dem sich der 47. Präsident der Vereinigten Staaten, Donald Trump, noch in seiner zweiten Amtszeit ein Denkmal setzen will.

### Verluste außerhalb von Kriegseinsätzen
- Am 4. Juni 1977 stürzte am Eröffnungstag des Pariser Aérosalons eine A-10 durch einen zu tief geflogenen Looping ab. Der Cheftestpilot von Fairchild, Howard W. Nelson, verstarb wenig später im Rettungshubschrauber während des Fluges in ein Krankenhaus.[21]
- Am 8. Dezember 1988 stürzte in Remscheid eine A-10 des 81. Tactical Fighter Wing der US Air Force während eines Übungsfluges in ein Wohngebiet. Dieser Unfall forderte sieben Tote und 50 Verletzte.[22] 120 Anwohner und Retter mit Hauterkrankungen haben sich gemeldet. Die Erkrankungen wurden als toxisch-irritative Dermatitis eingestuft.[23]
- Am 2. April 1997 beging ein Pilot offenbar Suizid, als er mit seiner A-10A nach einer Luftbetankung plötzlich aus einer Formation ausscherte und bei Fulford in Colorado gegen einen Berg flog.
- Am 20. Januar 1999 stürzte eine A-10 des 104. Fighter Wings der Air National Guard in ein Waldstück in der Nähe von Williamsburg im US-Bundesstaat New York. Der Pilot konnte ein Abstürzen in bewohntem Gebiet verhindern und rettete sich mit dem Schleudersitz.[24]
- Am 3. September 2001 stürzte eine A-10 der 23. Fighter Group in der Virgin-River-Schlucht in der Nähe der Bundesstaatengrenze von Utah und Arizona ab; der Pilot konnte sich retten.[25][26] Bedingt durch die Ereignisse des 11. Septembers 2001 sind heute noch Trümmer des Absturzes zu finden, da die Aufräumarbeiten abgebrochen wurden.[27]
- Am 4. Dezember 2002 kollidierten zwei A-10 während des Trainings rund 150 km nordwestlich von Las Vegas über der Nellis Test and Training Range. Ein Pilot starb, der andere konnte sich mit dem Schleudersitz retten.[28]
- Am 1. April 2011 um 15:45 Uhr stürzte in Deutschland eine A-10 in der Nähe von Laufeld bei Manderscheid auf freiem Feld ab.[29] Der Pilot konnte einen Absturz auf den Ort abwenden[30] und sich mit dem Schleudersitz retten. Die A-10 war von der MOB Spangdahlem Air Base gestartet.

## Konstruktion
Der Pilot wird durch eine 400 kg schwere Titan-Panzerung geschützt, die auch Teile der Avionik abdeckt. Die Panzerung wird von den Piloten wegen ihrer Form „The Bathtub“ („Die Badewanne“) genannt. Wichtige Strukturelemente sind redundant ausgelegt, um nach einem Beschuss den Weiterflug zu ermöglichen: Die Treibstofftanks sind selbstabdichtend und so konstruiert, dass sie bei Treffern nicht explodieren; die hydraulische Steuerung ist zweifach redundant ausgelegt und hat ein mechanisches Notfallsystem (dreifach redundant), welches bei Ausfall der Hydraulik die Steuerung ermöglicht. Die Triebwerke sind so weit wie möglich voneinander entfernt angebracht, um die Gefahr einer gleichzeitigen Zerstörung zu minimieren. Ihre Anordnung hinter den/oberhalb der Tragflächen reduziert die Gefahr einer Beschädigung durch Abwehrfeuer gegen die im Überflug befindliche Maschine. Die A-10 ist gleichwohl wegen ihrer geringen Geschwindigkeit ein vergleichsweise leichtes Ziel für Boden-Luft-Raketen.
Die Wartung wird erleichtert, indem viele Teile beidseitig verwendet werden können, darunter die Triebwerke, das Hauptfahrwerk und die Seitenleitwerke. Der Treibstoffvorrat wird hauptsächlich im Rumpf transportiert; nur ein geringer Teil in Integraltanks (wet wing) in den Tragflächen. Durch diese Tankanordnung wird das Trägheitsmoment um Hochachse und Längsachse verringert. Die Wendigkeit steigt, allerdings auch die Belastung der Flügelwurzel. Eine Besonderheit hat das Fahrwerk: das Bugrad ist seitlich deutlich nach rechts versetzt, weil links leicht außermittig im Bug die Bordkanone inklusive Munitionszufuhr installiert ist.

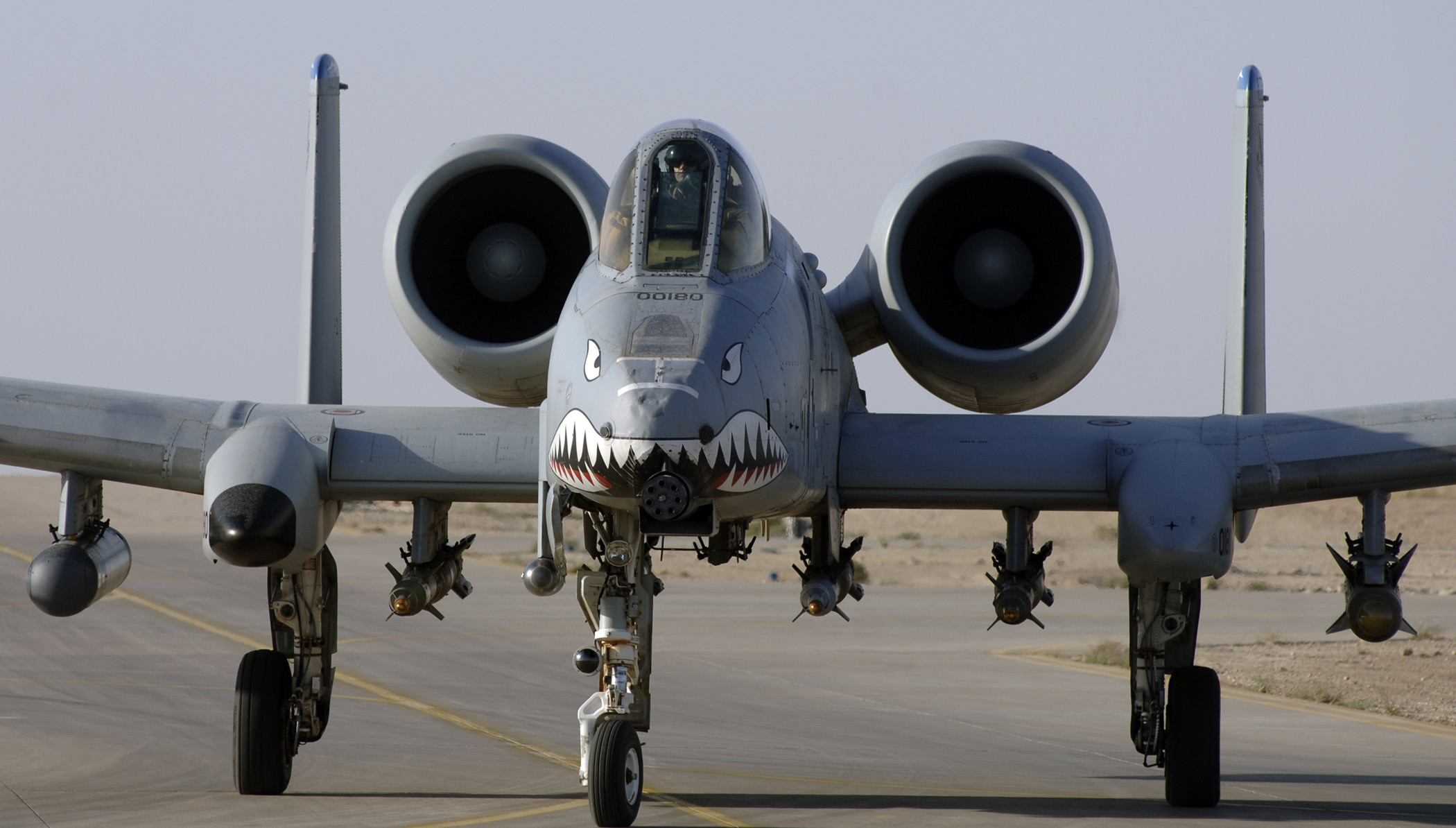
Seitlich versetztes Bugrad

Die A-10 kann im Tiefflug unterhalb von 300 m (1000 ft) Höhe mit 2,4 km Sichtweite operieren und ist zu diesem Zweck besonders wendig. Der große Einsatzradius und die Kurzstart- und -landefähigkeiten erlauben Einsätze von provisorischen Stützpunkten in Frontnähe aus. Nachtsichtgeräte ermöglichen Missionen bei Dunkelheit.
Zur Verbesserung der Rundumsicht hat das Cockpit eine Vollsichthaube. Grundsätzlich ist sie feindlichen Jagdflugzeugen unterlegen, da diese eine A-10 in der Regel schon lange mit weitreichenden Luft-Luft-Raketen abschießen könnten, bevor die A-10 sich mit ihrer überlegenen Kanonenbewaffnung oder den optionalen AIM-9-„Sidewinder“-Raketen wehren könnte. Deswegen wird heute in der Regel darauf geachtet, dass die A-10 von einer genügenden Anzahl Jagdflugzeuge geschützt werden.

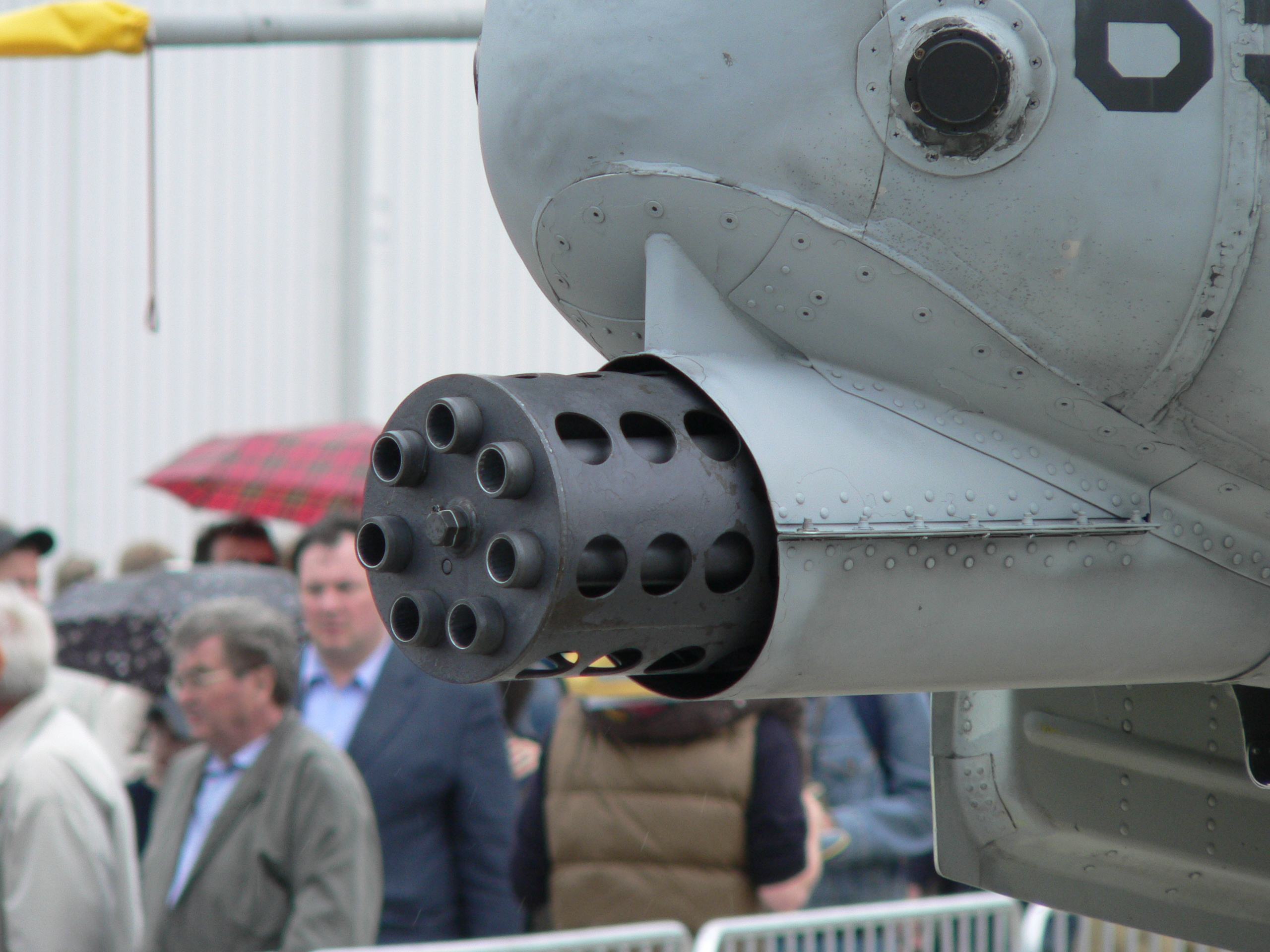
Die GAU-8A-Avenger-Kanone

Zur Avionik-Ausstattung gehören Kommunikationsgeräte, ein inertiales Navigationssystem, Feuerleitsysteme, Zielhilfen und Nachtsichtgeräte. Ein Head-Up-Display (HUD) zeigt dem Piloten Flug- und Navigationsdaten an. Das LASTE-System (Low Altitude Safety and Targeting Enhancement system) berechnet fortwährend den Einschlagpunkt ballistischer Bomben (CCIP) und zeigt diesen auf dem HUD an, um die Zielgenauigkeit zu erhöhen. Gegen Angriffe mit infrarot- oder radargelenkten Boden-Luft-Raketen hat die A-10 automatische Gegenmaßnahmen. Gegenwärtig werden alle A-10 mit GPS nachgerüstet.
Die A-10 hat keine Tarnkappenfähigkeiten, ist jedoch dank ihrer Turbofan-Triebwerke relativ leise; ihr Tarnmuster gibt ihr speziell im Nachteinsatz eine gute optische Tarnung.

## Versionen

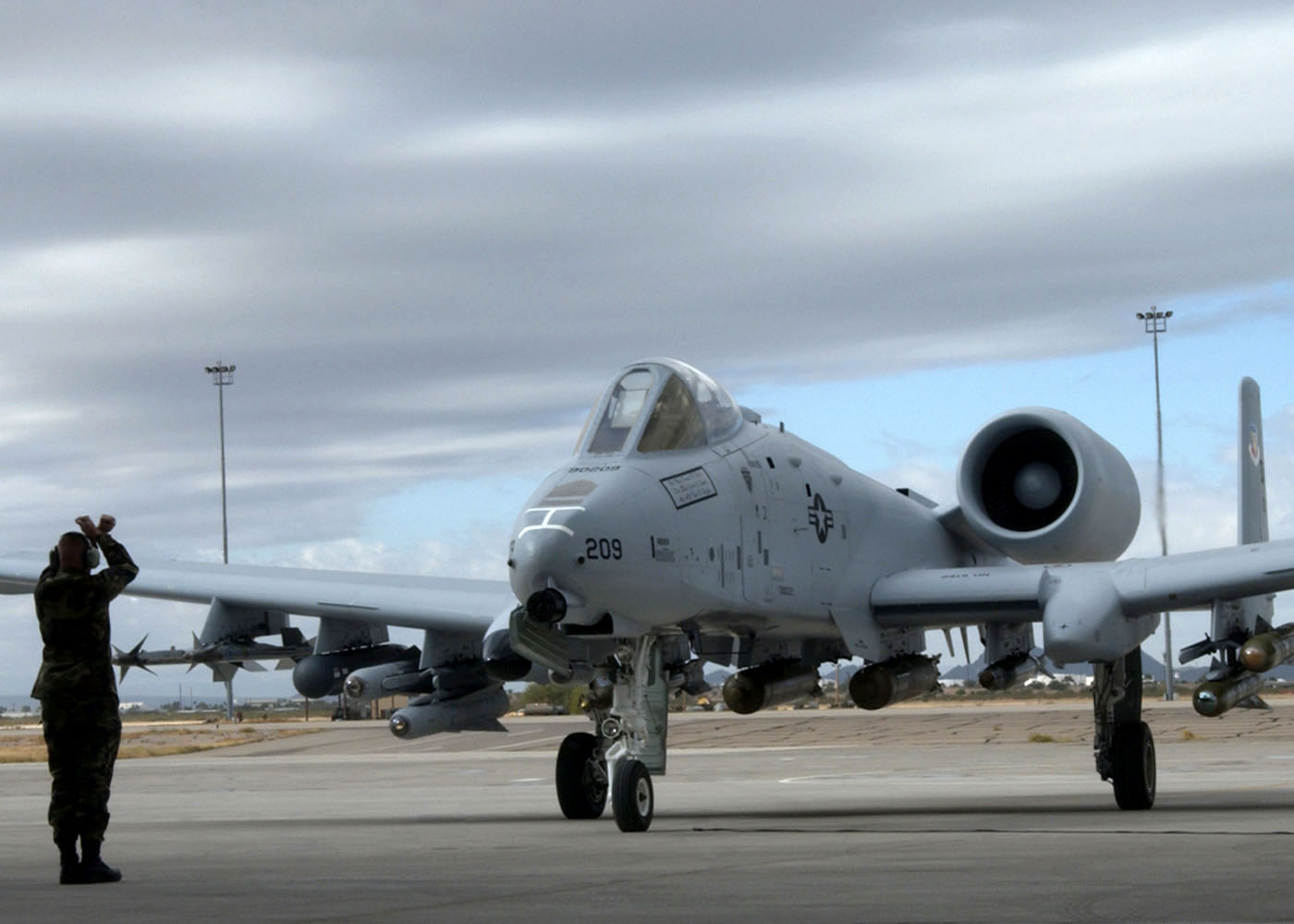
Eine A-10C auf der Davis-Monthan Air Force Base, 29. November 2006

YA-10AVorserienversion. Zwölf Stück gebaut.
A-10AEinsitzige Version für Bodenangriff und Luftunterstützung.
OA-10AUmbenennung von älteren A-10A, die als schnelle „Forward Air Controller“ eingesetzt werden sollten. Es wurden keinerlei Umbauten vorgenommen, lediglich die mitgeführte Ausrüstung ist auf Zielmarkierungsraketen reduziert. Sollte als Nachfolger von OA-37B und Rockwell OV-10A dienen.
YA-10B Night/Adverse WeatherEinzelner experimenteller zweisitziger Prototyp für Nacht- und Schlechtwettereinsatz. Aus einer A-10A umgerüstet.
A-10Cmodernisierte A-10A für das schrittweise Precision-Engagement-(PE)-Programm. Dazu wurde ein digitales Waffenmanagementsystem mit neuem Zentralrechner, Datenlink SADL (Situation Awareness Data Link) mit Anbindung an Link-16-Datenlink und MIL-STD-1760-Datenbus eingebaut, neue Waffen (JDAM, WCMD) und die Zielbehälter Northrop Grumman Litening AT und Lockheed Martin Sniper XR integriert. Weiterhin wurde ein neues Cockpit mit zwei 13×13-cm-Farbbildschirmen und HOTAS-Steuerung verbaut. Um die gestiegenen Anforderungen an die elektrische Leistung zu erfüllen, wurde gleichzeitig ein zweiter Generator eingebaut.

## Technische Daten
| Kenngröße                | Daten der A-10A Thunderbolt II                                                                                   |
| ------------------------ | --- |
| Besatzung                | 1 Pilot |
| Länge                    | 16,26 m |
| Spannweite               | 17,42 m |
| Höhe                     | 4,42 m |
| Flügelfläche             | 47,01 m² |
| Flügelstreckung          | 6,5 |

Fairchild-Republic A-10

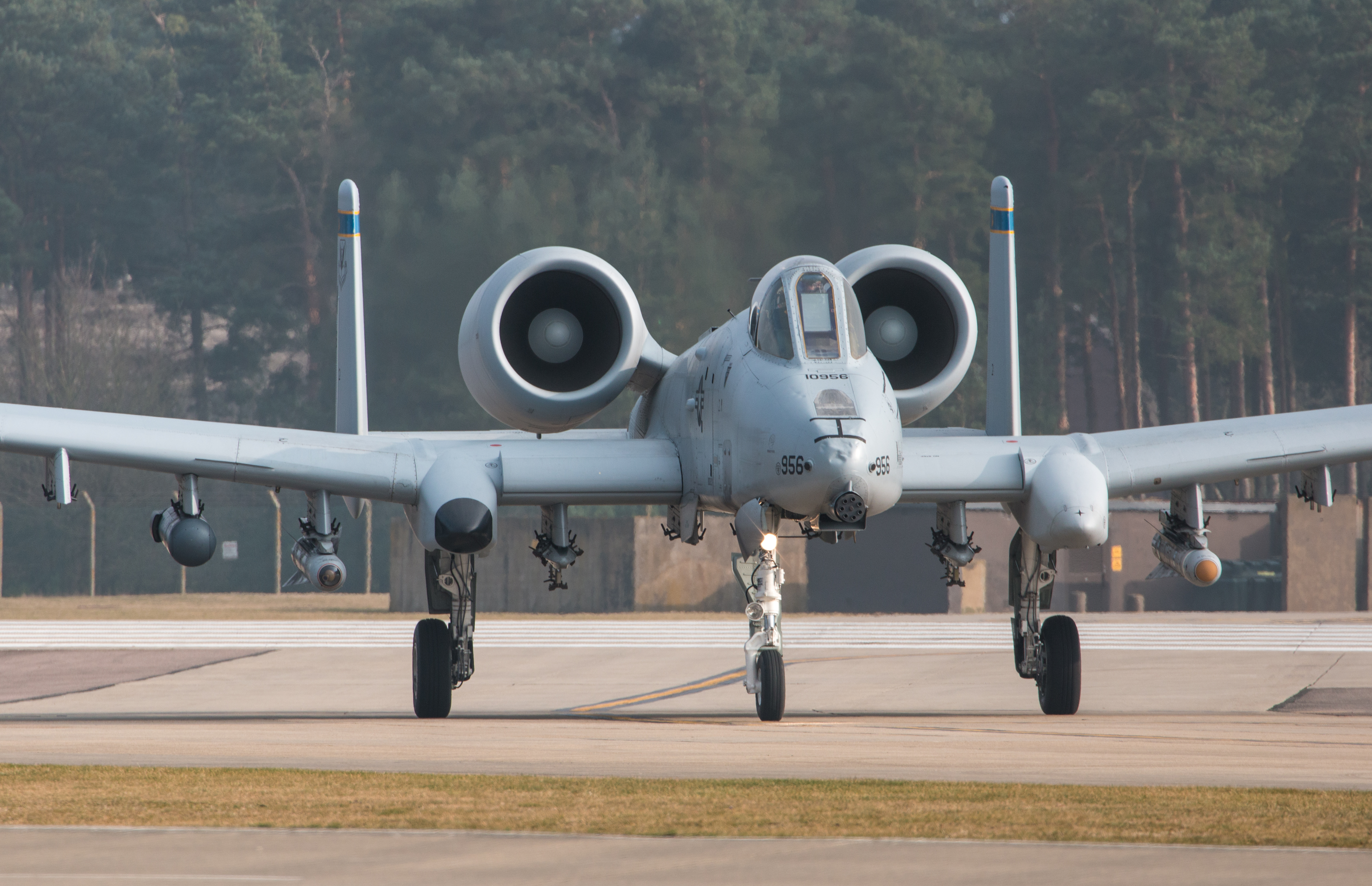
Frontansicht einer A-10, 2015

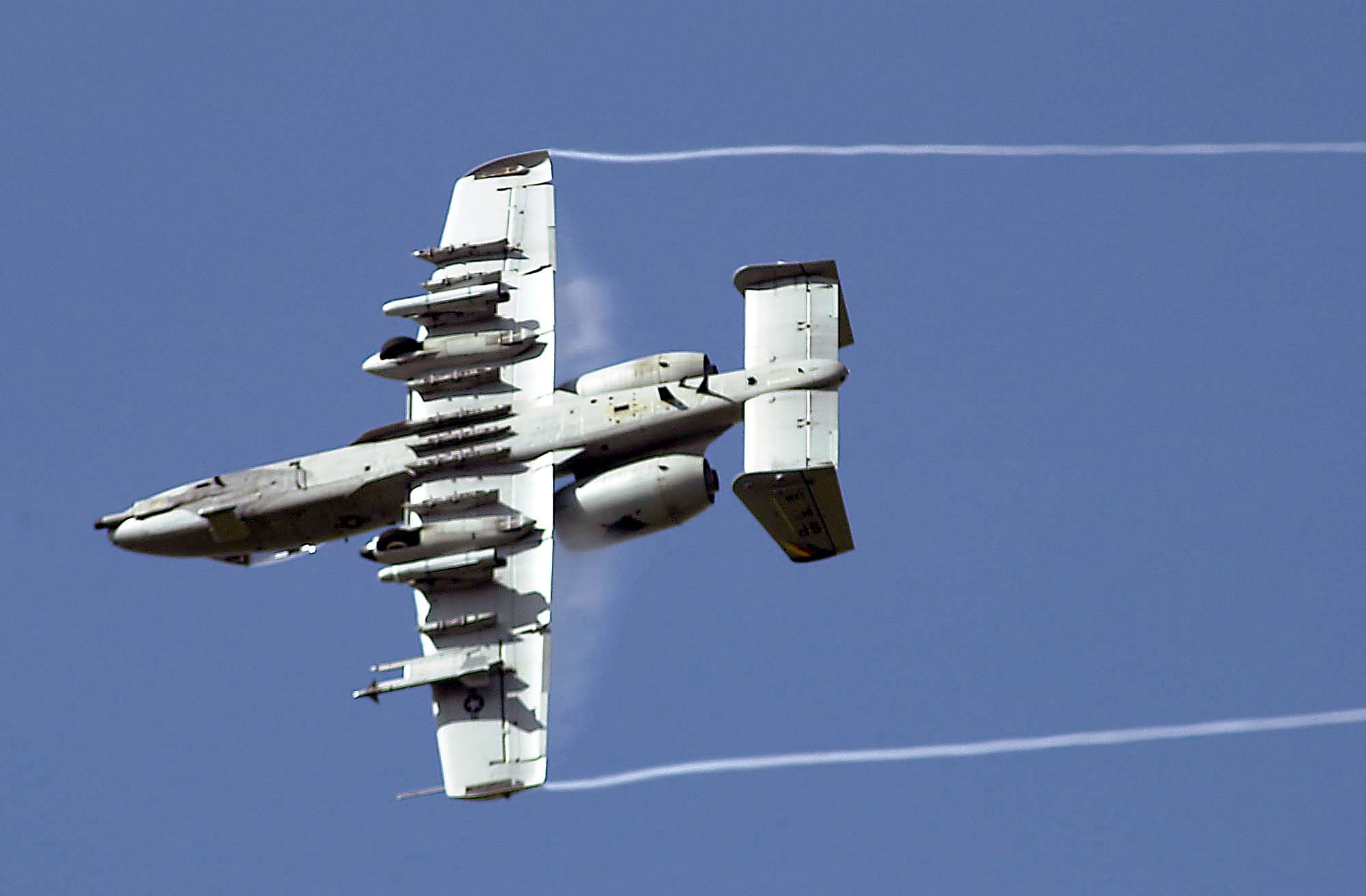
Unterseite einer A-10

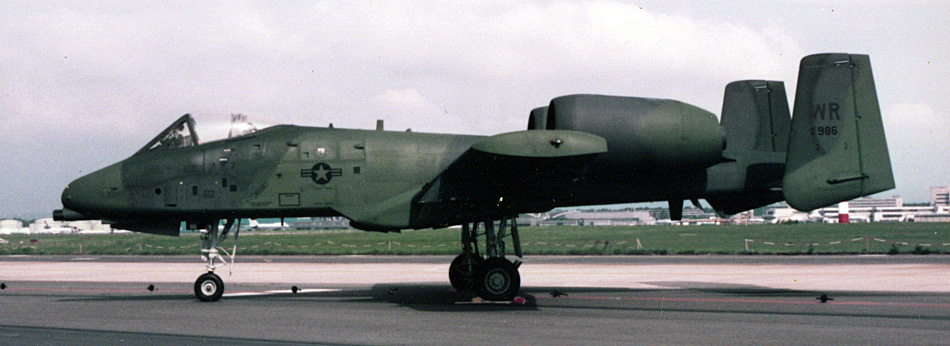
A-10 im Anstrich „European Lizard“

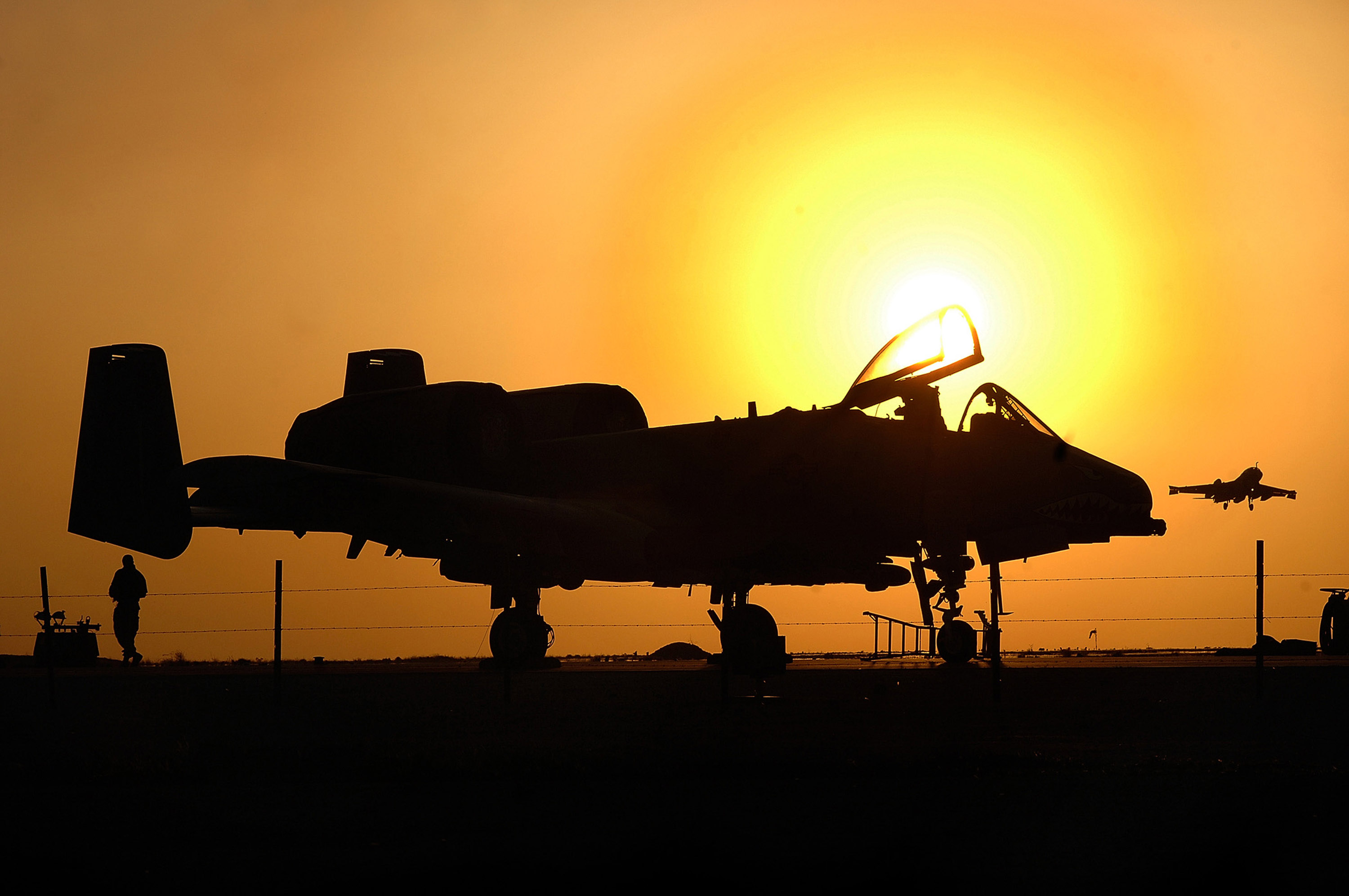
A-10 Thunderbolt II

| Tragflächenbelastung     | - minimal (Leermasse): 208 kg/m² - nominal (normal Startmasse): 316 kg/m² - maximal (max. Startmasse): 482 kg/m² |
| Leermasse                | 9.761 kg |
| normale Startmasse       | 14.846 kg |
| max. Startmasse          | 22.680 kg |
| max. Treibstoffkapazität | 4.853 kg (intern)                                                                                                |
| Höchstgeschwindigkeit    | 706 km/h (auf Meereshöhe)                                                                                        |
| Minimalgeschwindigkeit   | ca. 220 km/h (auf Meereshöhe)                                                                                    |
| Steigrate                | 1.828 m/min |
| Dienstgipfelhöhe         | 13.636 m |
| Einsatzradius            | 1.030 km |
| Überführungsreichweite   | 4.091 km |
| Triebwerk                | 2 × Mantelstromtriebwerk General Electric TF34-GE-100                                                            |
| Schubkraft               | 2 × 40,32 kN |
| Schub-Gewicht-Verhältnis | - maximal (Leermasse): 0,84 - nominal (normale Startmasse): 0,55 - minimal (max. Startmasse): 0,36               |
| max. Waffenlast          | 7.257 kg |
| Stückpreis               | ca. 11,7 Mio. US-Dollar (Durchschnitt)                                                                           |
| Status                   | - aktiv: 143 A-10, 70 OA-10 - Reserve: 46 A-10, 6 OA-10 - Nationalgarde: 84 A-10, 18 OA-10                       |

## Bewaffnung

### Festinstallierte Bordkanone

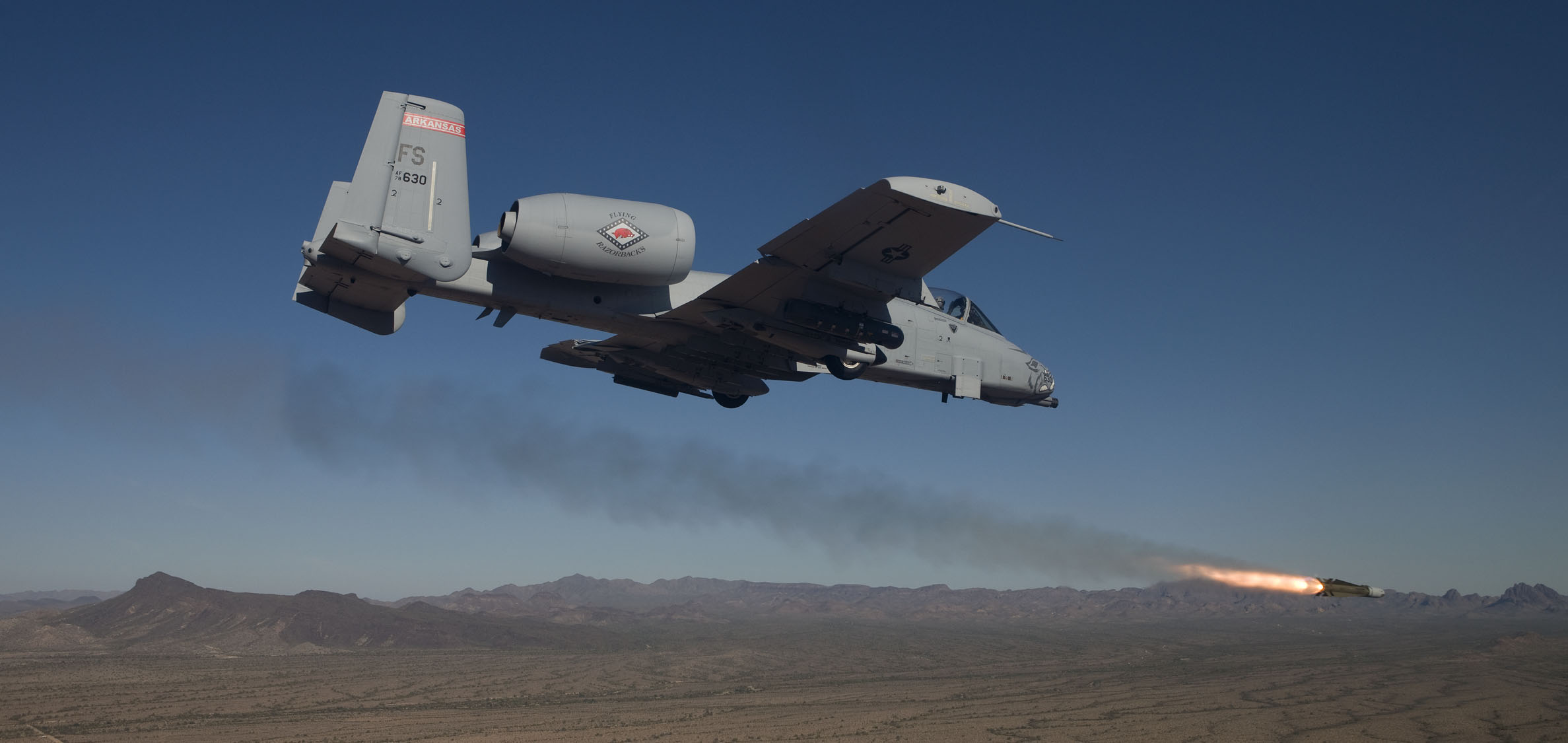
A-10 der Arkansas Air National Guard

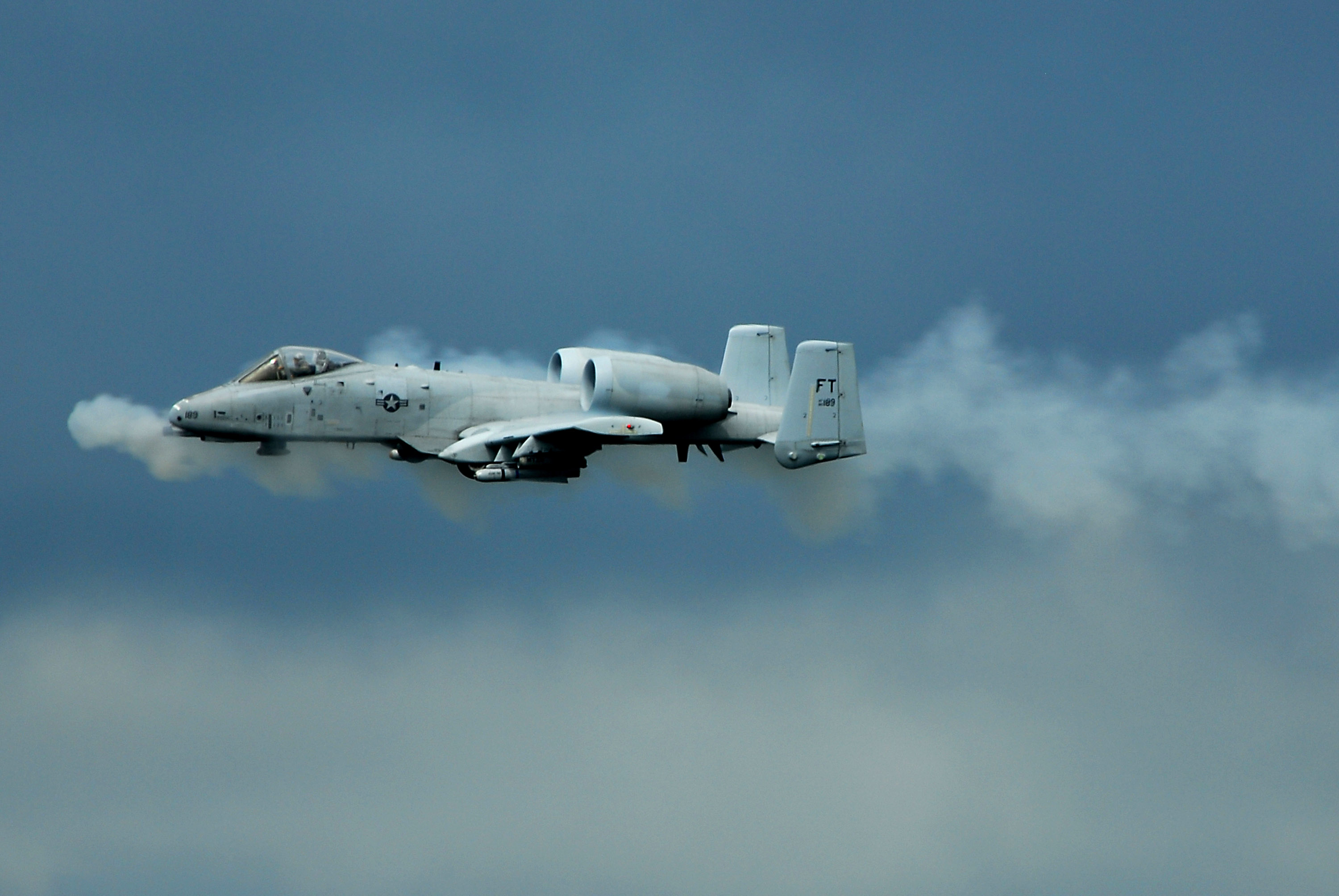
A-10 beim Abfeuern der siebenläufigen GAU-8/A-Avenger-Gatling-Kanone

- 1 × 30-mm-Gatling-Maschinenkanone GAU-8/A Avenger mit bis zu 1350 Schuss Munition. Sie verschießt API: armor-piercing incendiary – panzerbrechende Brandgeschosse, HEI: high explosive incendiary – hochexplosive Brandgeschosse sowie panzerbrechende Munition mit Urankern mit einer Kadenz von 3900 Schuss pro Minute (Masse pro Projektil bis zu 430 g). Die Rückstoßkraft der Waffe beträgt 44,5 kN, was mehr als der Schubkraft eines der Triebwerke entspricht.

### Außenlaststationen
Kampfmittel bis zu 7257 kg an elf Außenlaststationen:
Luft-Luft-Lenkflugkörper
1 × LAU-114/A-Doppelstartschienenträger für je 2 × Raytheon AIM-9M-9/L „Sidewinder“ – infrarotgesteuert für Kurzstrecken
Luft-Boden-Lenkflugkörper
2 × LAU-88A-Dreifachstartschienenträger für je 3 × Raytheon AGM-65A/B/D „Maverick“ – infrarot- oder TV-gesteuert
2 × LAU-117A-Startschienenträger für 1 × Raytheon AGM-65A/B/D/G „Maverick“ – infrarot- oder TV-gesteuert
2 × AGM-114 Hellfire Luft-Boden-Rakete zur Panzerabwehr.
Ungelenkte Raketen
4 × Raketen-Rohrstartbehälter LAU-68/A (für je 7 × ungelenkte Hydra-FFAR-Luft-Boden-Raketen; Kaliber 70 mm / 2,75 inch)
4 × Raketen-Rohrstartbehälter LAU-5002 (7 × ungelenkte CRV7-Luft-Boden-Raketen; Kaliber 70 mm / 2,75 inch)
4 × Raketen-Rohrstartbehälter LAU-61/A (für je 19 × ungelenkte Hydra-FFAR-Luft-Boden-Raketen; Kaliber 70 mm / 2,75 inch)
4 × Raketen-Rohrstartbehälter LAU-5003 (19 × ungelenkte CRV7-Luft-Boden-Raketen; Kaliber 70 mm / 2,75 inch)
6 × Raketen-Rohrstartbehälter LAU-10B/A (4 × ungelenkte Zuni-Luft-Boden-Raketen; Kaliber 127 mm / 5 inch)
Gelenkte Bomben
2 × GBU-10/B Paveway II (lasergelenkte Bombe; 907 kg)
4 × GBU-12/B Paveway II (lasergelenkte Bombe; 227 kg)
5 × GBU-54 Joint Direct Attack Munition (JDAM, laser- und satellitennavigationsgelenkte 227-kg-Bombe)
2 × GBU-16/B Paveway II (lasergelenkte Bombe; 496 kg)
2 × GBU-24/B Paveway III (lasergelenkte Bombe; 1050 kg)
Ungelenkte Freifallbomben
10 × Mark 82 LDGP (227-kg-/500-lb-Freifallbombe)
6 × Mark 83 LDGP (454-kg-/1000-lb-Freifallbombe)
2 × Mark 84 LDGP (907-kg-/2000-lb-Freifallbombe)
2 × Mk.77 Mod 2 (230-kg-/500-lb-Napalm-Brandbombe)
8 × BLU-1/B (340-kg-/750-lb-Napalm-B-Bombe)
8 × BLU-27/B (340-kg-/750-lb-Napalm-B-Bombe)
8 × CBU-100 (Mark 20 „Rockeye II“) (222-kg-/490-lb-Streubombe mit 247 Mk.118-Hohlladungs-Bomblets)
4 × Hunting Engineering BL755 (264-kg-Streubombe mit 147 Hohlladungs-Bomblets)
4 × CBU-52/B (359-kg-/789-lb-Streubombe mit 220 BLU-61 Splitter-/Brandbomblets)
4 × CBU-58/B (408-kg-/900-lb-Streubombe mit 650 BLU-36-Splitterbomblets)
4 × CBU-71/B (359-kg-/789-lb-Streubombe mit 650 BLU-86 Splitter-/Brandbomblets)
4 × CBU-87/B (428-kg-/945-lb-Streubombe mit 202 BLU-97-Hohlladungs-Bomblets)
4 × CBU-89/B „Gator“ (322-kg-/710-lb-Streubombe mit 72 BLU-91 Panzerabwehrminen & 22 BLU-92 Antipersonenminen)
4 × CBU-97 Sensor Fuzed Weapon (454-kg-/1000-lb-Streubombe mit 40 BLU-108-selbstzielsuchender (intelligenter) Submunition)
Zusatzbehälter
2 × Leuchtfackelwerfer SUU-40/A mit 4 × Mk.24-Leuchtfackeln
2 × Leuchtfackelwerfer SUU-44/A mit 8 × Mk.45-Leuchtfackeln
2 × abwerfbarer Sargent-Fletcher-Zusatztank für 2271 Liter Kerosin
2 × CNU-188/A-Gepäckcontainer

### Nur A-10C
Gelenkte Bomben
4 × CBU-105 Wind Corrected Munitions Dispenser
4 × GBU-31 JDAM (Joint Direct Attack Munition, 907 kg)
4 × GBU-38 JDAM (Joint Direct Attack Munition, 227 kg)
16 × GBU-39 SDB (Small Diameter Bomb, 129 kg)

### Selbstschutz
Aktive Maßnahmen
1 × AN/ALQ-119(V) ECM-Behälter
1 × AN/ALQ-131(V)-ECM-Behälter
1 × AN/ALQ-184(V)-1-ECM-Behälter
16 × Täuschkörperwerfer AN/ALE-40 mit je 15 Täuschkörper-Patronen (bspw. MJU-7A/B-Hitzefackeln mit 38 mm Breite und Länge)
1 × AN/ALE-37/A externer Täuschkörperwerfer-Behälter mit 120 Täuschkörper-Patronen (bspw. MJU-8A/B-Hitzefackeln mit 38 mm Breite und Länge)
4 × SUU-25C/A-Täuschkörperwerfer (Werfer für vier ungelenkte Raketen mit Fallschirmverzögerung)
Passive Maßnahmen
3 × AN/ALR-46(V)-Radarwarnempfänger
4 × AN/ALR-69(V)-Radarwarnempfänger
4 × AN/AAR-47-Lenkflugkörper-Warnsystem

### Sensoren
Der beste Sensor zur Zielerfassung der A-10 war bis 2005 das gute Auge des Piloten. Ab der Variante A-10C wurden externe Behälter mit Such-Sensoren mitgeführt.
- 1 × „Pave Penny“-Lasersucher (ermöglicht das Auffinden von lasermarkierten Bodenzielen)
- 1 × Lockheed-Martin AN/AAQ-33 „Sniper-ATP“-Zielhilfebehälter (nur A-10C)
- 1 × Rafael/Northrop Grumman AN/AAQ-28(V) „Litening-AT“-Zielbeleuchtungsbehälter (nur A-10C)